# The Sound of the Vanishing Era
The Sound of the Vanishing Era è il secondo album dei Lush Rimbaud, prodotto dalla Bloody Sound Fucktory nel 2009.

## Tracce
Lato A
1. Sounds from a Vanishing Era
2. 2009 Crusade
3. They Make Money (We Make Noise)
4. God Trip
5. Space Ship

Lato B
1. Sounds from a New Era
2. Changing Gear
3. The Chameleon